# Élections législatives bas-canadiennes de 1814
Les élections législatives bas-canadiennes de 1814 se sont déroulées du 25 mars 1814 au 13 mai 1814 au Bas-Canada afin d'élire les députés de la 8e législature de la Chambre d'assemblée. 

## Chronologie
- 22 mars 1814 : Proclamation annonçant les élections générales.
- 25 mars 1814 : Émission des brefs.
- 13 mai 1814 : Retour des brefs.
- 21 janvier 1815 : Ouverture de la 1re session de la 8e législature par le gouverneur George Prevost.

## Résultats
| Canadiens | Non affiliés | Bureaucrates |
| 26 sièges | 13 sièges    | 9 sièges     |

### Résultats par district électoral
- Bedford : Henry Georgen
- Buckingham n° 1 : François Bellet
- Buckingham n° 2 : James Stuart
- Cornwallis n° 1 : Joseph Le Vasseur Borgia
- Cornwallis n° 2 : Joseph Robitaille
- Devon n° 1 : Joseph-François Couillard-Després
- Devon n° 2 : François Fournier
- Dorchester n° 1 : John Davidson
- Dorchester n° 2 : Jean-Thomas Taschereau
- Effingham n° 1 : Joseph Malboeuf dit Beausoleil
- Effingham n° 2 : Samuel Sherwood
- Gaspé : George Browne
- Hampshire n° 1 : George Waters Allsopp
- Hampshire n° 2 : François Huot
- Hertford n° 1 : François Blanchet
- Hertford n° 2 : Étienne-Ferréol Roy
- Huntingdon n° 1 : Michael O'Sullivan
- Huntingdon n° 2 : Austin Cuvillier
- Kent n° 1 : Noël Breux
- Kent n° 2 : Joseph Bresse
- Leinster n° 1 : Jacques Trullier dit Lacombe
- Leinster n° 2 : Denis-Benjamin Viger
- Comté de Montréal n° 1 : James Stuart
- Comté de Montréal n° 2 : Augustin Richer
- Montréal-Est n° 1 : Jacques-Philippe Saveuse de Beaujeu
- Montréal-Est n° 2 : George Platt
- Montréal-Ouest n° 1 : Louis-Joseph Papineau
- Montréal-Ouest n° 2 : James Fraser
- Northumberland n° 1 : Étienne-Claude Lagueux
- Northumberland n° 2 : Thomas Lee
- Orléans : Charles Blouin
- Comté de Québec n° 1 : Louis Gauvreau
- Comté de Québec n° 2 : Pierre Brehaut
- Basse-ville de Québec n° 1 : Pierre Bruneau
- Basse-ville de Québec n° 2 : Andrew Stuart
- Haute-ville de Québec n° 1 : Claude Dénéchau
- Haute-ville de Québec n° 2 : Jean-Antoine Panet
- Richelieu n° 1 : Pas de retour de bref
- Richelieu n° 2  : Pas de retour de bref
- Saint-Maurice n° 1 : Joseph-Rémi Vallières
- Saint-Maurice n° 2 : Étienne Le Blanc
- Surrey n° 1 : Pierre Amiot
- Surrey n° 2 : Étienne Duchesnois
- Trois-Rivières n° 1 : Charles Richard Ogden
- Trois-Rivières n° 2 : Amable Berthelot
- Warwick n° 1 : Jacques Deligny
- Warwick n° 2 : Ross Cuthbert
- William-Henry : Robert Jones
- York n° 1 : Nicolas-Eustache Lambert Dumont
- York n° 2 : William Forbes

## Sources
- Section historique du site de l'Assemblée nationale du Québec